# Умершие в мае 1994 года
Это список известных людей, соответствующих установленным критериям значимости (см. Википедия:Критерии значимости персоналий), умерших в мае 1994 года.
Причина смерти указывается лишь в исключительных случаях (убийство, самоубийство, гибель в результате военных действий, смертная казнь, ДТП или несчастные случаи). В остальных случаях — не указывается.
- 1 мая — Илья Григорьев (71) — Герой Советского Союза.
- 1 мая — Айртон Сенна (34) — трёхкратный чемпион мира в гонках Формулы-1; автокатастрофа (разбился на трассе в Имоле.
- 2 мая — Анатолий Иванов (71) — участник Великой Отечественной войны. Полный кавалер ордена Славы.
- 3 мая — Димитрис Пападимос (76) — греческий фотограф.
- 4 мая — Иван Кудрин (72) — Герой Советского Союза.
- 4 мая — Кото Мацудайра (91) — японский дипломат, посол Японии в Канаде и Индии, постоянный представитель Японии в ООН.
- 5 мая — Фёдор Богданов (65) — подполковник Советской Армии, лётчик-испытатель, Герой Советского Союза.
- 5 мая — Василий Щербина (81) — Герой Советского Союза.
- 6 мая — Рафаэль Баледон (74) — мексиканский актёр, режиссёр, сценарист, продюсер.
- 6 мая — Мхитар Джрбашян (75) — армянский советский математик, академик АН Армянской ССР.
- 6 мая — Юрий Сухов (71) — Герой Советского Союза.
- 7 мая — Хаим Бар-Лев (69) — израильский военный и государственный деятель, генерал-лейтенант, восьмой начальник Генерального штаба Армии обороны Израиля.
- 7 мая — Махметин Гайнутдинов (72) — командир взвода роты связи 43-го стрелкового полка 106-й стрелковой дивизии 65-й армии Центрального фронта, старшина.
- 7 мая — Борис Кондрашин (70) — советский художник.
- 8 мая — Михаил Кириченко (70) — Герой Советского Союза.
- 9 мая — Антон Юрченко (71) — Герой Советского Союза.
- 10 мая — Мамедсалех Исмаилов (82) — азербайджанский советский музыковед, фольклорист, педагог. Заслуженный деятель искусств Азербайджанской ССР, кандидат искусствоведения.
- 10 мая — Михаил Колосков (78) — советский комбайнёр. Герой Социалистического Труда.
- 11 мая — Елизавета Гневушева (78) — историк-востоковед, педагог, публицист.
- 11 мая — Павел Ширяев (79) — Герой Советского Союза.
- 12 мая — Николай Голицын (77) — советский футболист и футбольный тренер.
- 13 мая — Александр Додонов (86) — Герой Советского Союза.
- 13 мая — Иван Тимохович (71) — российский военный историк.
- 13 мая — Кирилл Толпыго (78) — советский физик.
- 14 мая — Виктор Артамонов (73) — военный лётчик, участник Великой Отечественной войны.
- 14 мая — Роберт Воспер (80) — американский библиотекарь.
- 14 мая — Степан Грабчиков (71) — белорусский и советский языковед, кандидат филологических наук.
- 14 мая — Иван Додаков (78) — советский государственный деятель. Герой Социалистического Труда.
- 15 мая — Владимир Корт (80) — советский учёный-океанолог.
- 15 мая — Николай Монетов (70) — полковник ВС РФ, участник Великой Отечественной войны, Герой Российской Федерации.
- 15 мая — Валентин Шевырин (71) — Герой Советского Союза.
- 16 мая — Алексей Крутоголов (77) — Герой Советского Союза.
- 16 мая — Башир Рамеев (76) — советский учёный-изобретатель, разработчик первых советских ЭВМ.
- 16 мая — Семих Тюркдоган (81—82) — турецкий легкоатлет.
- 17 мая — Давила Гомес (80) — колумбийский писатель, мыслитель-эссеист.
- 18 мая — Александр Богачук (60) — советский и украинский поэт, журналист.
- 18 мая — Александр Казаев (74) — Герой Советского Союза.
- 19 мая — Павел Давыдов (92) — Герой Советского Союза.
- 19 мая — Жаклин Кеннеди (64) — вдова Джона Кеннеди, позднее — Аристотеля Онассиса.
- 20 мая — Михаил Русанов (73) — Герой Советского Союза.
- 20 мая — Иржи Соботка (82) — чехословацкий футболист и тренер.
- 21 мая — Элизабет Эстрайх (84) — немецкая бегунья на средние дистанции.
- 22 мая — Александр Кондратюк (77) — Герой Советского Союза.
- 22 мая — Владимир Максимчук (46) — генерал-майор внутренней службы, первый Герой Российской Федерации среди пожарных.
- 23 мая — Хазрет Ашинов (68) — адыгейский писатель, прозаик и журналист, заслуженный работник культуры Республики Адыгея.
- 23 мая — Джордж де Годзинский (фин. George de Godzinsky) (79) — финский композитор, дирижёр, профессор (с 1985) и пианист.
- 23 мая — Александр Клибанов (83) — российский историк, доктор исторических наук.
- 23 мая — Матвей Королёв (84) — Герой Советского Союза.
- 23 мая — Рамаз Шарабидзе (64) — грузинский кинорежиссёр.
- 24 мая — Виталий Бедринцев (65) — советский инженер-конструктор, главный инженер ЦНИИ машиностроения, лауреат Государственной премии СССР.
- 24 мая — Алексей Благовещенский (84) — Герой Советского Союза, генерал-лейтенант авиации.
- 25 мая — Григорий Збанацкий (80) — Герой Советского Союза.
- 25 мая — Сергей Лысогоров (80—81) — украинский советский учёный в области орошаемого земледелия, доктор сельскохозяйственных наук, профессор.
- 25 мая — Павел Милов (86) — Герой Советского Союза.
- 26 мая — Лев Голуб (89) — советский белорусский кинорежиссëр, сценарист.
- 27 мая — Иван Борисов (69) — советский офицер, участник Великой Отечественной войны, мастер танкового боя, Герой Советского Союза.
- 28 мая — Иван Колесников (82) — Герой Советского Союза.
- 29 мая — Александр Малевич (74) — Полный кавалер ордена Славы.
- 29 мая — Эрих Хонеккер (81) — руководитель ГДР и Социалистической единой партии Германии.
- 31 мая — Георгий Джероян (73) — Судья высшей категории, заслуженный тренер СССР.
- 31 мая — Павел Кашурин (79) — Герой Советского Союза.
- 31 мая — Бруно Фонсека (36) — американский художник-абстракционист и фигуративист, скульптор; СПИД.